# 浅野長之
浅野 長之（あさの ながゆき、1864年6月27日〈元治元年5月24日〉 - 1947年〈昭和22年〉4月23日）は、日本の宮内官僚、政治家、華族。貴族院侯爵議員。

## 経歴
浅野家分家・浅野懋績（としつぐ）の九男として生まれ、のちに従兄弟・浅野長勲の養子となる。
1876年、イギリスに留学し1881年に帰国。1885年、再びイギリスに留学し1889年王立理学校を卒業し、1890年に帰国。この間、東京大学予備門を修了。
1895年以降、宮内省に出仕し、式部官兼主猟官、外国貴賓接伴員、大喪使事務官、大礼使事務官などを歴任。1910年、伏見宮貞愛親王に随行してイギリスに出張した。
華族銀行とも呼ばれた十五銀行取締役を務めていたが、1927年（昭和2年）の昭和金融恐慌に直面して銀行は破綻。頭取経験者の松方巖が財産の供出に応じたことから、浅野も滝野川中里の別邸などを銀行整理のための資金として提供した。
養父・長勲の死去に伴い、1937年3月1日、侯爵を襲爵し貴族院侯爵議員に就任。1939年1月21日、第74回帝国議会で資格審査委員長に互選された。1940年12月20日に隠居し、家督を長男の長武が継承した。

## 栄典
位階
- 1930年（昭和5年）5月1日 - 正三位[8]

外国勲章佩用允許
- 1909年（明治42年）4月6日 - ロシア帝国神聖スタニスラス第二等勲章[9]。

## 親族
- 前妻：鑑子（あきこ、松平定安八女、のち離縁）[1]
- 後妻：恭子（きょうこ、大河内輝声三女）[1]
  - 長男：長武（侯爵、東京国立博物館長）[1]
  - 長女：礼子（九鬼隆興夫人）[1]
  - 二男：大河内輝信（大河内輝耕養子）[1]
  - 二女：望子（斯波正夫夫人）[1]
  - 三男：浅野鐵馬（浅野忠純養子）[1]
- 兄：浅野長厚（安芸国広島新田藩第7代藩主）